# Lua de Cristal (canção)
Lua de Cristal é uma canção gravada pela cantora e apresentadora de televisão Xuxa. Foi lançada oficialmente em 16 de julho de 1990 pela Som Livre, juntamente com o seu sétimo álbum de estúdio. Escrita por Michael Sullivan e Paulo Massadas, Lua de Cristal é a canção-tema do filme homônimo de 1990 dirigido por Tizuka Yamasaki, e estrelado por Xuxa.
Além disso, a música atingiu o sucesso internacional quando foi gravada em espanhol, sob o título de Luna de Cristal para o álbum Xuxa 2 em 1991, atingindo a posição #35 no chart Billboard Hot Latin Songs. A música também chegou a ganhar uma versão em inglês com o nome de Xuxa's Dream em 1993, para o programa americano de Xuxa, mas que, não chegou a ser perfomada no mesmo. Anos depois, a música chegou a ser vazada em baixa qualidade na Internet.
Em 2016, a cantora de funk Ludmilla gravou e lançou uma nova versão da canção para a coletânea Carrossel de Esperança, lançada no ano seguinte.
Pela primeira vez a canção foi apresentada por Xuxa, Angélica e Eliana, durante a 38.ª edição do Criança Esperança.

## Charts
| Chart (1991)       | Melhor posição |
| ------------------ | -------------- |
| US Hot Latin Songs | 35             |